# Parada de Cunhos
Parada de Cunhos es una freguesia portuguesa del concelho de Vila Real, con 7,03 km² de superficie y 1.789 habitantes (2001). Su densidad de población es de 254,5 hab/km².